# Восток (Гомельский район)
Восток (бел. Васто́к) — посёлок в Приборском сельсовете Гомельского района Гомельской области Республики Беларусь.

## География

### Расположение
В 7 км от железнодорожной станции Прибор (на линии Калинковичи — Гомель), 9 км на запад от Гомеля.

## Гидрография
Река Рандовка (приток реки Уза).

## Транспортная сеть
Транспортные связи по просёлочной, затем автомобильной дороге Жлобин — Гомель. Планировка состоит из прямолинейной улицы, ориентированной с юго-востока на северо-запад, к которой на востоке присоединяется идущая с юга короткая улица. Застройка деревянная усадебного типа.

## История
Основан в начале XX века переселенцами из соседних деревень. В 1926 году в Приборском сельсовете. В 1931 году жители вступили в колхоз. Во время Великой Отечественной войны 11 жителей погибли на фронте. В 1959 году в составе учхоза СПТУ-185 (центр — деревня Прибор).

## Население

### Численность
- 2004 год — 27 хозяйств, 41 житель.

### Динамика
- 1926 год — 44 двора, 221 житель.
- 1959 год — 206 жителей (согласно переписи).
- 2004 год — 27 хозяйств, 41 житель.